# Nicolae Chernbach
Nicolae G. Chernbach (ur. 1842 w Mihăileni koło Tecuci, zm. 1919) – rumuński lekarz. Jeden z założycieli czasopisma medycznego „Revista Medicala”. Jako jeden z pierwszych lekarzy w Rumunii propagował niestosowanie przymusu i krępowania wobec chorych psychicznie (non-restraint). We współpracy z fotografem Eduardem Schajerem wydał atlas fotograficzny chorób psychicznych. Do dziś zachował się jeden egzemplarz tego dzieła, zawierający 12 fotografii pacjentów reprezentujących najczęstsze schorzenia psychiczne.

## Wybrane prace
- Quelques réflexions sur l’abaissement de la température dans les maladies. Strasbourg, 1869
- Atlas photographic de cateva typuri principale de alienati (1870)
- Tableaux graphiques sur la morbidité et la mortalité dans les hopitaux civils de Bucarest, et statistique médicale des hopitaux pour les années 1874–1887 (1887)
- Lacul Tekir-Ghiol sau Tuzla Ghiol. Bucuresci : Tip. G.A. Lãzãreanu, 1896